# Redonda centenaria
La mariposa paramera centenaria, Redonda centenaria, es una especie de mariposa, de la familia Nymphalidae, que fue descrita por Ángel L. Viloria Petit y Jesús Camacho en el 2015, a partir de ejemplares provenientes de los páramos de la Teta de Niquitao, en el estado Trujillo, Venezuela.

## Etimología
La especie fue observada por primera vez el 11 de septiembre de 1991, justo el día en que se cumplían los 100 años de la Universidad del Zulia. 

## Distribución
R. centenaria es una especie endémica de Venezuela, con una distribución extremadamente restringida.  

## Conservación
Las poblaciones de R. centenaria se consideran vulnerables por su alto grado de especialización al medio ambiente páramo. A pesar de que se sospecha que sus larvas se alimentan de plantas altamente abundantes en su hábitat natural, la transformación de los páramos por el sobrepastoreo pueden cambiar las condiciones locales y extinguir poblaciones enteras, incluso dentro de áreas protegidas. De hecho, los ecosistema de alta montaña venezolanos se consideran igualmente amenazados según los criterios de listas rojas de ecosistemas.